# Lego Eisenbahn

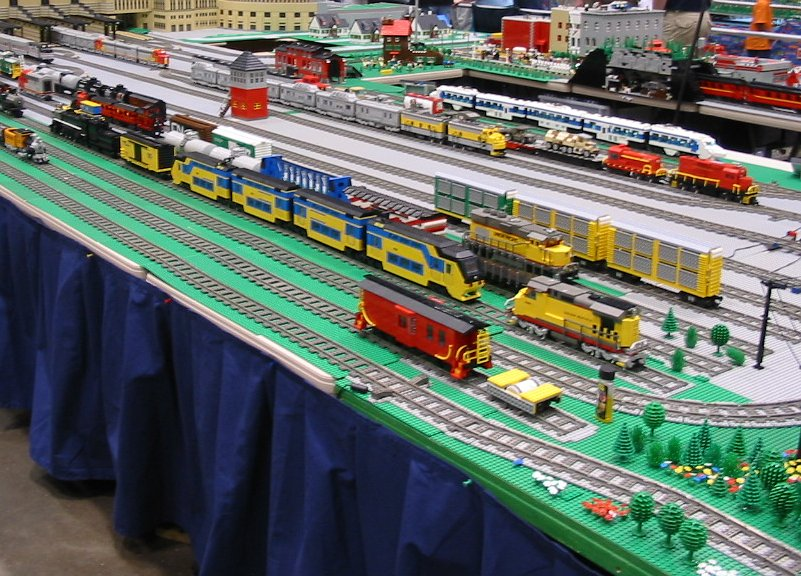
Abschnitt eines großen Lego-Eisenbahn-Layouts auf der National Train Show in Cincinnati, Ohio, am 9. Juli 2005

Die Lego Eisenbahn ist eine Reihe von Produkten und ein Thema der Klemmbaustein-Spielzeuge der Firma Lego, bestehend aus zusammenbaubaren Komponenten und Zugsets. Die Lego-Züge sind heute ein Unterthema des Lego City-Programms. Veröffentlichte Produkte enthalten Lokomotiven, Gleise, Rollmaterial, Bahnhöfe, Stellwerke und andere Gebäude mit Bezug zur Eisenbahn. Das Thema ist sowohl bei Erwachsenen als auch Kindern populär und hat internationale Interessenverbände und Messen hervorgebracht. Das Zugsystem wird von Fans auch Spur L genannt, in Anlehnung an die traditionellen Modellbahn-Nenngrößen.
Die Lego-Eisenbahn besitzt eine feste Spurweite von 37,5 mm, abgeleitet vom Abstand der Mittellinien von fünf Noppen der Klemmbausteine (40 mm). Die Spurweite ist somit um 5,5 mm breiter als die Spur 0. Der rechnerische Maßstab der Spur L ergibt sich für die Normalspur als 1 : 38, wobei der tatsächliche Maßstab der Modelle durch den Noppenabstand der Klemmbausteine bestimmt wird und deswegen je nach dargestelltem Modell variiert. Die Spur L ähnelt in dieser Hinsicht der Spur G, bei der bei einer festgelegten Spurweite von 45 mm ebenfalls Anlagen und Rollmaterial in Normalspur (Nenngröße I), Meterspur (Nenngröße IIm) und Schmalspur (Nenngröße IIIe) anzutreffen sind.

## Entwicklung
Das Design der Lego Eisenbahn hat sich über die Jahre weiterentwickelt. Es wurden verschiedene Systeme eingeführt, vor allem hinsichtlich des Antriebs. Die verschiedenen Generationen sind unterschiedlich gut miteinander kombinierbar.

### Erste Generation (1966–1980)

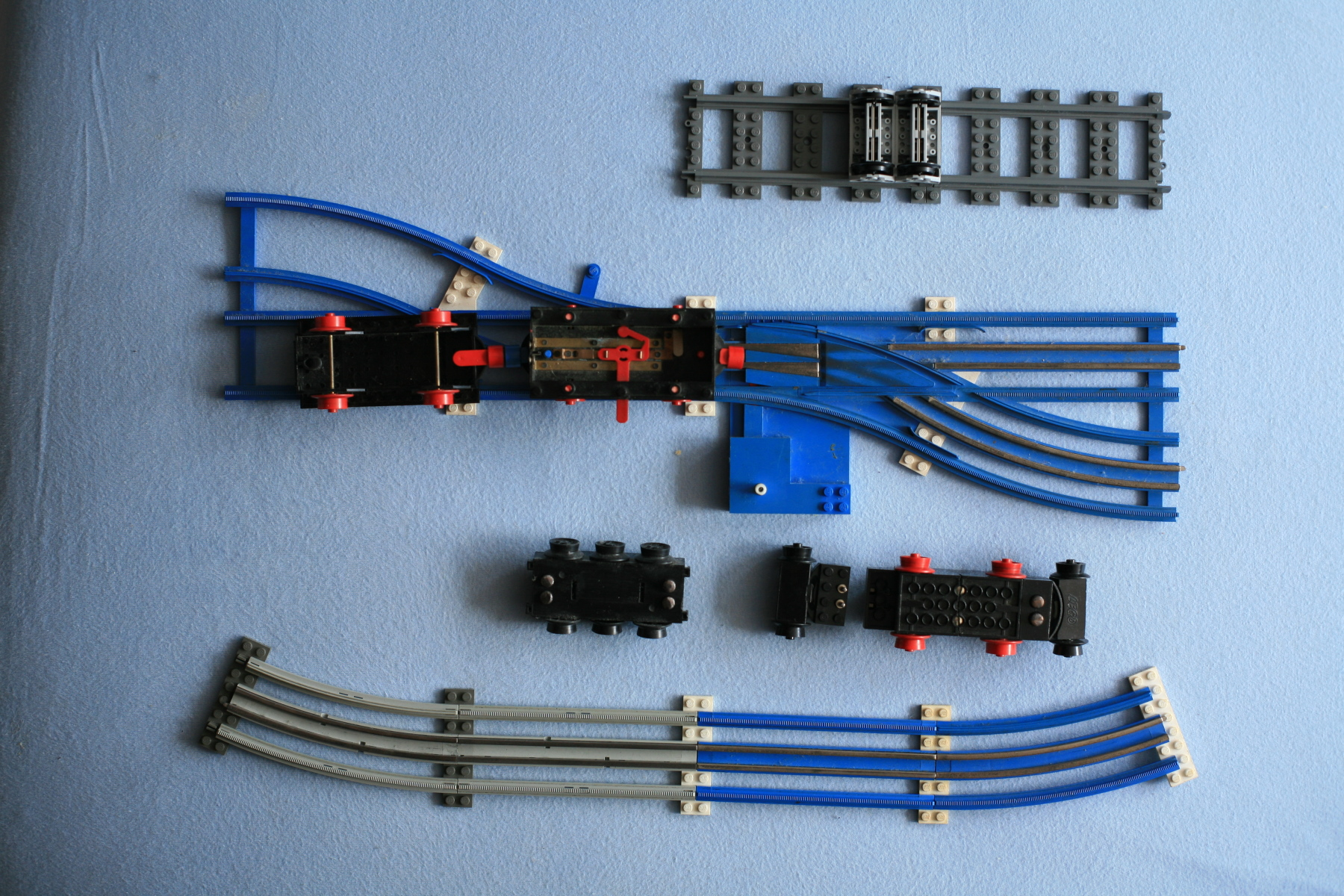
Diverse Schienen der ersten Generation (bis auf oben rechts)

Die erste Lego Eisenbahn wurde 1966 mit dem Set 080 eingeführt. Die Zugsets hatten blaue Gleise und die ersten Züge waren noch ohne Antrieb. Das Set 115 enthielt zum ersten Mal einen batteriebetriebenen Zug mit einem 4,5-Volt-Batteriekasten, der in der Hand gehalten werden musste. Spätere Züge hatten einen Wagen mit aufgesetztem Batteriekasten. Zugsets der Artikelnummern 720 und größer, die ab 1969 verfügbar waren, hatten stromführende Gleise und eine Versorgungsspannung von 12 Volt. Die Schienen selbst sind beim Lego 12-V-System nicht stromführend, sie werden über einen zweipoligen Mittelleiter versorgt.
Im Jahr 1972 wurde ein mechanisch steuerbarer Batteriewagen im 4,5-Volt-System eingeführt. Ein so ausgerüsteter Zug konnte über einen seitlichen Schalter mit den Funktionen Vorwärts, Halt und Rückwärts gesteuert werden, der Schalter ließ sich über feststehende Elemente an der Seite der Gleise betätigen. Zusätzlich konnte der Triebwagen über einen Knopf an der Unterseite von einem Signal gestoppt werden. Alle drei Systeme (manuell, 4,5 Volt und 12 Volt) existierten nebeneinander und erlaubten auch den Umbau von einem in das andere. Die Motoren hatten dieselbe Größe, Schiebeloks enthielten einen Dummy-Block in der Größe eines Motors und alle Züge hatten ähnlich konstruierte Räder. Ein Schiebezug konnte somit in einen Batteriezug umgebaut werden und ein Batteriezug in einen Zug für die 12-Volt-Schienen. Seit 1969 waren die 4,5-V- und 12-V-Motorgehäuse gleich und konnten jeweils mit einem 4,5-V- oder 12-V-Bühler-Motor bestückt werden. Bis ungefähr 1990 waren die beiden Motoren separat als Einzelteile oder als Ersatzteile erhältlich. Im oder um das Jahr 1976 erhielt der 4,5-V-Motor ein Loch, um die damals weiße kreuzförmige Achse anzutreiben, die heute ein Symbol für Lego Technic ist. Die Räder der Züge hatten dieselben geklemmten Metallachsen wie die beiden größten Gummiräder aus dem damaligen Sortiment, was bedeutet, dass die 4,5-V- und 12-V-Motoren nicht nur für Züge verwendbar sind. Das Rollmaterial war zunächst eine einfache Konstruktion aus den Zug-spezifischen Rädern und Wagenkupplungen, die an universelle Bauplatten und Steine angesteckt wurden. Diese Konstruktion wurde aber bald von schwarz gefärbten Sonderteilen abgelöst, die Räder und Kupplungen integrierten.

### Zweite Generation (1980–1991)

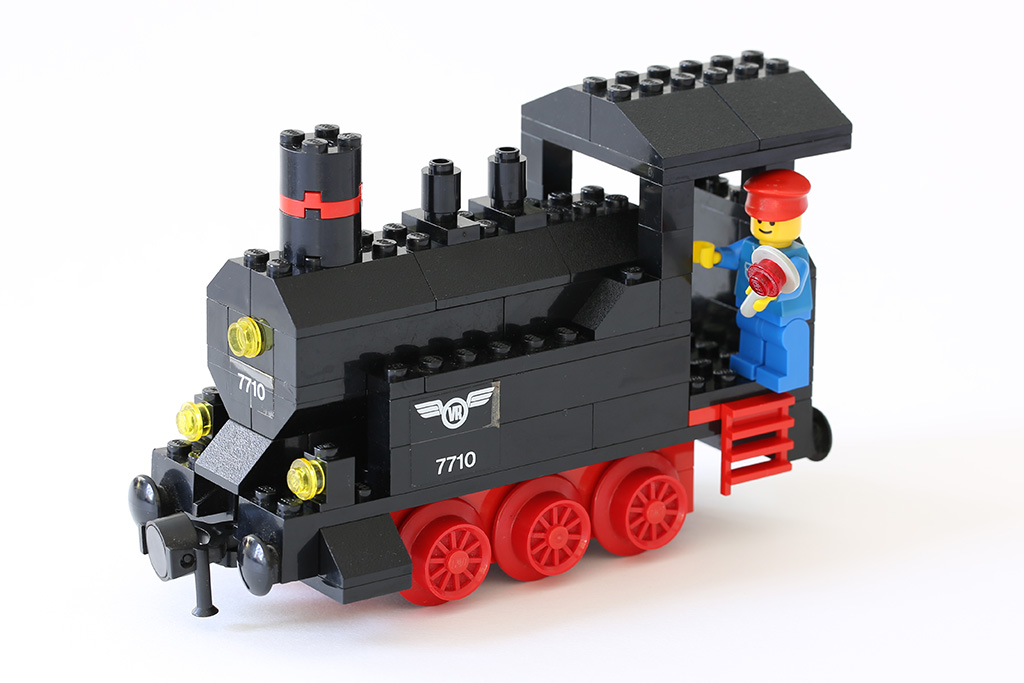
LEGO Eisenbahn 7810 Dampflok aus dem Jahr 1980

Im Jahr 1980 wurden die Züge wesentlich umgestaltet. In manchen Märkten wurden diese Züge erst 1981 eingeführt. Die Konstruktionen wurden so angepasst, dass die 1978 erschienenen Minifiguren darin Platz finden. Die Farbe der Gleise wurde von Blau in Grau geändert und die neu gestalteten 12-Volt-Netz-Transformatoren unterstützten Zusatzfunktionen mit Schaltern, die seitlich an den Trafo angesteckt werden konnten. Dieser Stil folgte den Neuheiten aus dem Modellbahnsegment anderer Hersteller. Es sind zum Beispiel Ähnlichkeiten mit den Fleischmann-Stellpulten dieser Zeit zu erkennen. Die Zusatzfunktionen reichten von steuerbaren Weichen über Lichtsignale, Entkuppel-Gleisen bis zu Bahnübergängen. Die Modelle erhielten ein realistischeres Aussehen mit längeren Waggons, Drehgestellen und bedruckten Fensterteilen, die das Aussehen eines geöffneten Abteilfensters imitieren. Die Laufwerke und Rahmen waren nun mit Zug-spezifischen Rädern und Kupplungen ausgestattet und die Züge profitierten von dem inzwischen größeren Teilesortiment bei Lego. Wie schon bei der Vorgängergeneration wurden die elektrischen Teile wie der Motor (7865) und der Netztransformator (7864) von Bühler Motor im Auftrag von Lego hergestellt. Der Transformator war auch kompatibel mit den Lego Technic-Motoren.
Batteriebetriebene Züge waren weiterhin erhältlich, der 4,5-Volt-Motor blieb unverändert. Um einen solchen Zug auf das 12-Volt-System umzustellen, musste der Wagen umgebaut und der neu konstruierte kleinere 12-V-Motor eingepasst werden. Die fest angebauten Räder des neuen Motors waren schwarz, was das schon in der Ära der blauen Gleise verbreitete Farbschema festigte, mit dem begonnen worden war, die 12-V-Lokomotiven mit schwarzen Rädern auszustatten.
Das „Lego ideas book“ (Artikel.Nr. 7777) von 1980 lockte Lego-Fans mit nächtlichen Dioramen mit Lampen und beleuchteten Zügen. Obwohl beleuchtete Steine sowohl für 4,5 V als auch für 12 V verfügbar waren, gab es die Zugsets normalerweise nur mit den teureren 12-V-Lichtsteinen. Durch diese künstliche Beschränkung der eigentlich universell verwendbaren Teile wurden die Sets mit 12-V-System weiter gegenüber dem 4,5-V-System aufgewertet.
Erwähnenswerte Zugsets aus dieser Zeit sind der Electric Intercity (7740) und die Dampflokomotive (7750), die mit großen roten Rädern und einem roten Motormodul verkauft wurden. Falls dieser Motor ersetzt werden musste, hatte man die Wahl, einen schwarzen Standardmotor (7865) zu verwenden oder das verschweißte Modul aufzubrechen und einen 12-V-Motor einzusetzen.
Im Vereinigten Königreich wurde 1983 für das 12-V-System mit einem Fernsehspot geworben, in dem eine Gruppe Erwachsener einen „Postzugraub“ plant, vielleicht in Anspielung auf den großen Postzugraub im Jahr 1963.
Nach 1986 wurden keine neuen Sets mehr für das 12-V-System vorgestellt; das gesamte System blieb auf dem Markt, bis es 1991 durch die dritte Generation ersetzt wurde. Lego verkaufte Zubehör für das 12-V-System über seinen Direktversand noch bis 1993, aber es waren keine Zugsets mehr lieferbar.

### Dritte Generation (1991–2007)

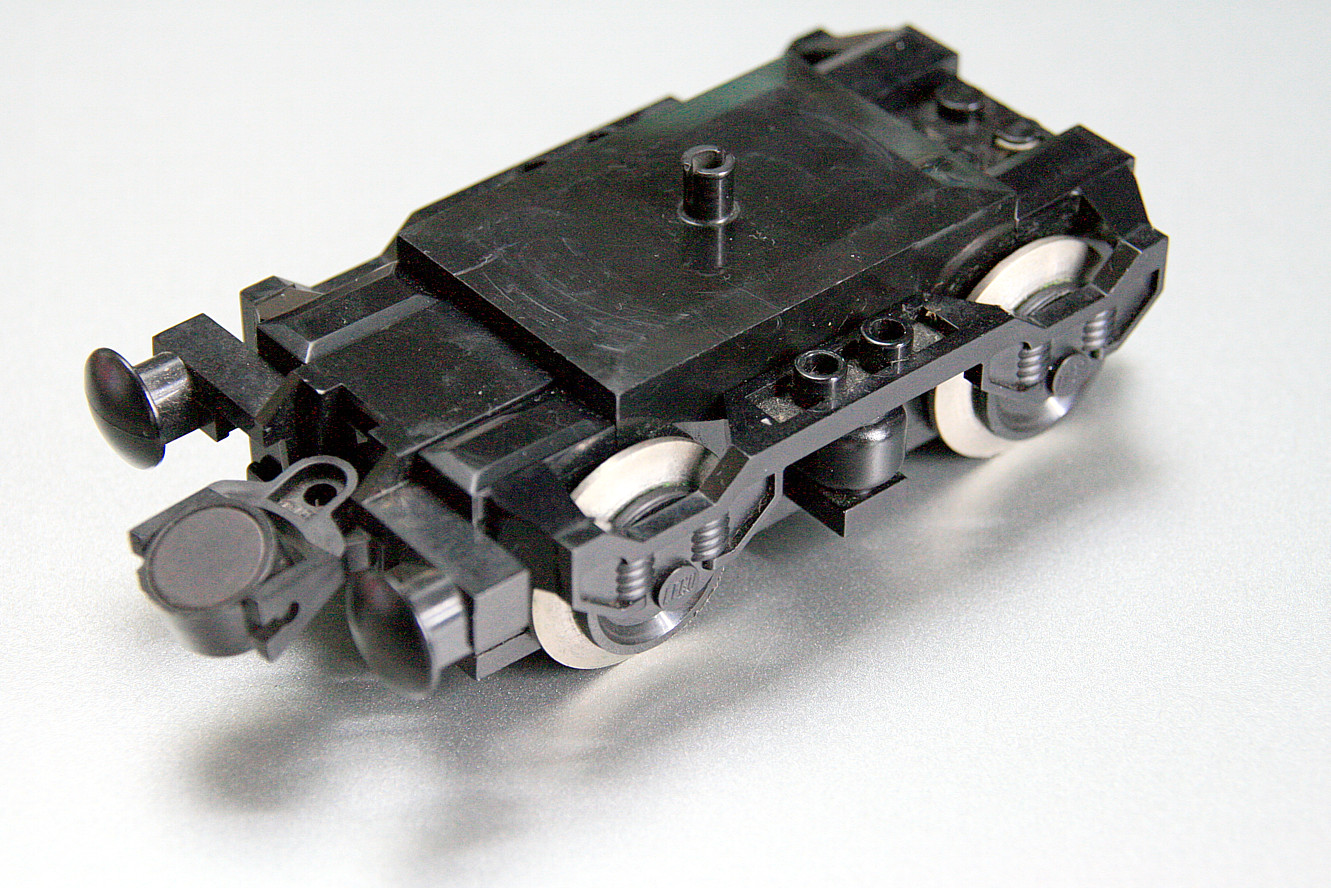
Der 9-Volt-Motor

Ein Jahr nach den Lego Technic-Produkten wurde 1991 auch das Zugsystem grundlegend verändert und auf das neue 9-Volt-System umgestellt, das erstmals 1986 mit den „Light & Sound“-Sets vorgestellt wurde. Die Gleise bekamen ein neues Aussehen und die Stromzufuhr wurde über aufgesetzte Metallstreifen auf den Laufschienen sichergestellt. Die zweipoligen Mittelleiter des 12-V-Systems wurden aufgegeben. Ein Kritikpunkt an den 4,5-V- und 12-V-Systemen waren die elektrischen Verbinder. Viele Nutzer waren mit den Kontakten unzufrieden, die mit der Zeit an Federkraft verloren, und plagten sich mit Kabelbrüchen am Stecksystem. Das neue 9-Volt-System hat Kontakte in den Noppen der Klemmbausteine und die Klemmkraft ist höher als im alten Stecksystem.
Allerdings wurden auch alle ferngesteuerten Zubehörartikel des 12-V-Systems aufgegeben, womit beispielsweise alle Lichtsignale entfielen. Es blieben nur mit der Hand zu bedienende Elemente im Sortiment. Durch eine feste Integration des 9-Volt-Motors in einen Block mit Eisenbahnrädern, Puffern und einer Magnetkupplung war dessen Gebrauch für andere Zwecke praktisch ausgeschlossen. Der 9-Volt-Universalmotor auf der anderen Seite konnte nur mit Technic-Achsen verbunden werden, zu denen es aber keine Eisenbahnräder gab. Die älteren 12-V-Lokomotiven waren von der Spannung und der Stromzufuhr her nicht mit dem neuen System kompatibel, konnten aber mit den 9-Volt-Motoren ausgerüstet werden. Da sich die Spurweite nicht geändert hatte, blieben nicht angetriebene Wagen weiterhin kompatibel.
Schon 2006 mehrten sich Zweifel an der langfristigen Verfügbarkeit des 9-Volt-Systems, als erste Infrarot-gesteuerte Zugsets mit batteriebetriebenen Motoren auf den Markt kamen. Bei diesen Sets lagen auch Schienen ohne Metallkontakte bei. Ungefähr ein Jahr lang waren beide Systeme parallel verfügbar, wobei das 9-V-System als „Hobby Train“ in der Direktvermarktung von Lego vertrieben wurde, ehe es Ende 2007 vom Markt verschwand.

### Ferngesteuerte Züge
Im Jahr 2006 stellte Lego ein neues System von ferngesteuerten Zügen vor. Um die Kosten der Gleise zu senken, kehrte Lego zu reinen Kunststoffgleisen zurück, eine Stromversorgung über das Gleis war also nicht mehr vorgesehen. Ein neuer batteriebetriebener Motor wurde mit einer Infrarot-Fernbedienung gesteuert. Die Batterien wurden in einem kleinen Kasten untergebracht, der auf dem Boden des Antriebsfahrzeugs verankert war, vom Prinzip her vergleichbar mit der ersten Generation batteriebetriebener Lego-Züge. 
Das neue batteriebetriebene System wies Vorteile gegenüber den 9-Volt-Zügen auf. Es erlaubte es, mehr als einen Zug auf der Anlage zu fahren, und außerdem konnten nunmehr Kehrschleifen ohne die Gefahr eines elektrischen Kurzschlusses gebaut werden, was zuvor (außer bei der ersten, ebenfalls batteriebetriebenen Generation) bei Lego nie möglich gewesen war. Aber das Infrarotsystem hat auch Grenzen; vor allem ist die Reichweite begrenzt und Infrarot-Fernsteuerungen sind empfindlich gegenüber starkem Sonnenlicht. Zudem müssen bei diesem System regelmäßig die Batterien getauscht werden. Lego hat bis heute (Stand 2020) keine wiederaufladbaren Batteriepacks im Programm.
Vorübergehend bot Lego im Zusammenhang mit dem Systemwechsel auch eine doppelte Kreuzungsweiche an, die inzwischen jedoch nicht mehr im Programm ist. 

### Vierte Generation (2007 bis heute)
Am 1. Oktober 2007 kündigte Lego an, dass sowohl das 9-Volt-System als auch die bisherigen ferngesteuerten Züge zugunsten eines neuen Systems eingestellt würden. Begründet wurde der Schritt mit der zu geringen Nachfrage nach den 9-Volt-Produkten, um profitabel zu sein, ausgelöst durch notwendig gewordene Investitionen in Maschinen und das Unterschreiten von Mindestbestellmengen für Motoren und Leistungsregler. Das neue System wurde für einen Marktstart im Jahr 2009 angekündigt und sollte das damals neue Power Functions-System der Lego Technic-Linie verwenden. Dieser Schritt sollte es dem Unternehmen ermöglichen, „Entwicklungskosten und laufende Kosten über mehrere Themenwelten hinweg zu amortisieren“.
Ein neuer Zug mit dem Namen „Smaragdexpress“ (international: „Emerald Night“, Artikel-Nr. 10194) wurde im Sommer 2009 vorgestellt, nach dem Vorbild einer Dampflokomotive. Das Set wurde ohne Motor verkauft, war aber auf die Nachrüstung mit „Power Functions“ vorbereitet. Die dafür benötigten Artikel waren samt ihrer Artikelnummer auf der Verpackung vermerkt und mussten separat erworben werden, was hauptsächlich online möglich war. Es gab einen „Collection Pack“ mit allen benötigten Teilen, um den Smaragdexpress anzutreiben. Das Set enthielt eine Batteriebox, einen neuen Infrarot-Handsender, einen „Power Functions“-Motor und einen Infrarotempfänger. Obwohl die Teile aus dem „Power Functions“-Sortiment stammen, gibt es dieses Set nur für den Smaragdexpress, weil schon ein neuer Motor in der Entwicklung war.
Die Gleise blieben im Vergleich zu den vorangegangenen ferngesteuerten Zügen unverändert und 2009 wurde ein flexibles Gleis eingeführt.
Im Jahr 2010 wurde der neue „Power Functions“-kompatible Zugmotor (88002) in zwei neuen Zugsets eingeführt, einem Passagierzug (7938) und einem Güterzug (7939). Dieser Motor nutzt die universelle „Power Functions“-Verbindungen, die auch alle anderen Komponenten verwenden. Diese Standardisierung bedeutet, dass jeder Motor der „Power Functions“-Linie eingesetzt werden kann. Lego-Modellbauer sind nun nicht mehr auf ganz bestimmte Motoren angewiesen, wie es bei den vorangegangenen Lego Eisenbahn-Systemen der Fall war.

### Power Functions 2.0
Im Jahr 2018 entschied sich Lego, ein neues „Power Functions“-System einzuführen, bekannt als „Powered Up“ oder „Power Functions 2.0“. „Powered Up“ soll das ältere „Power Functions“-System von 2009 ersetzen. Das System setzt auf Bluetooth zur drahtlosen Steuerung. Bei der Lego Eisenbahn debütierte das neue System im Passagierzug „60197“ und im Güterzug „60198“. Bei diesen Sets sind spezielle Bluetooth-Handsender im Lieferumfang enthalten. Diese Sender können die Infrarotempfänger der älteren „Power Functions“ nicht fernsteuern. Parallel dazu können die Züge mit dem Powered Up System auch per App gesteuert werden.

## Community
Lego-Züge sind bei erwachsenen Fans von Lego populär, es existieren weltweit Lego-Zug-Clubs.
Eine Reihe dieser Clubs zeigt große Modelleisenbahn-Anlagen auf Community-Events, Modelleisenbahn-Ausstellungen und Lego-Messen, wie zum Beispiel BrickFest. Einige der größten ausgestellten Anlagen in den Vereinigten Staaten wurden auf den Messen der National Model Railroad Association in den Jahren 2005, 2006 und 2007 unter der Führung der ILTCO (International Lego Train Club Organization) von mehreren Modellbahn-Clubs gemeinsam verwirklicht. Lego hat Zugsets auf den Markt gebracht, die von Mitgliedern der Lego-Community entworfen wurden, wie zum Beispiel das „Santa Fe“-Set von James Mathis und das „Train Factory“-Set im März 2007.
Seit dem Jahr 2004 existiert das Lego-Forum Eurobricks, welches nach eigenen Angaben "die Lego-Fans der ganzen Welt vereint". Die Sektion "LEGO Train Tech" hat Einträge die ebenfalls bis ins Jahr 2004 zurückreichen.
Ab Ende 2007 gab es auch ein Lego-Eisenbahn-Magazin mit dem Namen Railbricks, das von Jeramy Spurgeon publiziert wurde und Artikel von Lego-Fans aus der ganzen Welt enthielt. Die letzte Ausgabe von Railbricks erschien im Juli 2014. Insgesamt wurden 15 Ausgaben von Railbricks veröffentlicht.
Ende Dezember 2016 wurde Brick Model Railroader (BMR) ins Leben gerufen, um Railbricks als Anlaufstelle der Lego-Modelleisenbahn-Community zu ersetzen.
Es sind abgestimmte Gleisplan-Programme für Lego-Gleise verfügbar:
- Track Designer von Matt Bates;[13] Das Programm wird nicht mehr weiterentwickelt.
- TrackDraw von Cary Clark;[14] Das Programm wird nicht mehr weiterentwickelt.
- BlueBrick von Alban Nanty; Stand 8. Februar 2021 ist die aktuelle Version BlueBrick 1.9.0

## My Own Creation und andere Anbieter
Das Konzept der Klemmbausteine fordert den Modellbauer auf, eigene Kreationen zu verwirklichen oder bestehende Sets umzubauen. Da Lego selbst nur sehr wenige Zugsets gleichzeitig im Sortiment führt, sind sogenannte MOCs (kurz für My Own Creation) mittlerweile professionell organisiert. Webseiten wie zum Beispiel Rebrickable bieten über 300 MOCs im Bereich Züge an. Die entsprechenden Baupläne werden oft als E-Book in verschiedenen Formaten über die Webseite verkauft und Rebrickable vermittelt auch passende Shops für die Klemmsteine aus der Stückliste. Auch kostenlose Baupläne sind verfügbar. Die Pläne für komplexere Modelle ähneln vom Konzept her den Lego-Bauplänen, mit bebilderten Bauschritten und Piktogrammen, die ohne Text auskommen. Viele Aufbauvideos im Internet weisen darauf hin, dass MOC-Baupläne weniger detailliert seien als Lego-Baupläne.
Die Lego Eisenbahn-Community entwickelt auch MOC-Züge für eine Schmalspur-Variante der Lego-Gleise mit nur 27,5 mm Spurweite, entsprechend dem Abstand der Mittellinien von vier statt fünf Noppen (30 mm). Die Firma Trixbrix (nicht verwandt mit dem Modelleisenbahn-Hersteller Trix) verkauft hierfür fertige Gleise. Die Produkte entstehen zum Teil im 3D-Druck-Verfahren. Der rechnerische Maßstab für eine Meterspur ist auf den Lego-Schmalspur-Gleisen rund 1 : 36, für die Kapspur rund 1 : 39.
Im Jahr 2020 wurden die Brick Train Awards gegründet, die jährlich unter den weltweit eingereichten Community-MOCs die besten Lego-Eisenbahn-Modelle in verschiedenen Kategorien prämieren. Die Gründungsmitglieder sind der LNUR-Club (LEGO Northern UK Railway) und Brick Model Railroader. Im ersten Jahr des Wettbewerbs wurden 732 Modelle eingereicht.
Das Patent auf die Lego-Klemmsteine ist mittlerweile ausgelaufen und der Europäische Gerichtshof bestätigte im September 2010, dass die meisten Lego-Steine keine geschützte Marke (für die Teileproduktion und Verwendung im Spielzeug- und Modellbaumarkt) darstellen, sondern eine technische Lösung. Dieser Umstand ermöglicht es seitdem anderen Anbietern, zu Lego kompatible Klemmsteine herzustellen.
Andere Anbieter, die mit Lego kompatible Eisenbahnmodelle im Programm haben, sind auf dem deutschen Markt beispielsweise (Stand Januar 2021):
- BlueBrixx, mit 189 BlueBrixx-Special-Bausätzen
- Trixbrix, mit 21 Bausätzen (Gleise, Rampen und Lichtsignale, kein rollendes Material)
- Ausini, mit ungefähr 16 Bausätzen
- Kazi, mit ungefähr 10 Bausätzen
- Winner Bricks, mit ungefähr 5 Bausätzen
- LOZ, Modbrix, Panlos, Wange, Xingbao und Zhe Gao mit zwei oder weniger Bausätzen